# Relations entre la Géorgie et la Russie
Les relations entre la Russie et la Géorgie sont des relations internationales entre deux pays d'Europe et d'Asie. Une frontière délimitant les pays se trouve dans la région du Caucase.

## Historique

Carte de la reconnaissance des territoires post-soviétiques par la Russie début 2014 : Transnistrie, république de Crimée, Abkhazie, Ossétie du Sud et Haut-Karabagh.
Russie
anciennes républiques socialistes soviétiques
territoires post-soviétiques ayant déclaré leur indépendance et reconnus par la Russie
territoires post-soviétiques ayant déclaré leur indépendance et reconnus seulement par des territoires devenus indépendants eux-mêmes reconnus par la Russie

À la suite de l'indépendance de la Géorgie en 1991, l'Ossétie du Sud et de l'Abkhazie, deux régions autonomes géorgiennes se trouvant sur la frontière ont elles aussi proclamé les leurs, soutenues par la Russie, qui les a ultérieurement reconnues. De ce fait les relations entre ses deux pays ont toujours été tendues et plusieurs guerres ont eu lieu entre d'un côté les forces russes, abkhazes et ossètes, et de l'autre côté les forces géorgiennes lors de la première guerre d'Ossétie du Sud (1991-1992) et de la guerre russo-géorgienne de 2008.
Avec l'élection de Mikheil Saakachvili, président de Géorgie pro-occidental, à plusieurs moments la Russie et la Géorgie en sont venues aux armes, principalement en Ossétie du Sud, région séparatiste pro-russe.
Après une période sans aucune forme de dialogue entre les deux pays, la Russie a proposé de reprendre les relations internationales avec la Géorgie le 2 mars 2012. Cependant, les Géorgiens ont refusé de rétablir des relations bilatérales tant que Moscou reconnaitra l'Abkhazie et l'Ossétie du Sud.
Des bases militaires russes sont installées dans les régions séparatistes géorgiennes d'Ossétie du Sud et d'Abkhazie qui font partie, avec la Crimée et la Transnistrie, du glacis géostratégique russe permettant à Moscou de contrôler y compris militairement sa zone d'influence exclusive ; ces entités se reconnaissent d'ailleurs aussi entre elles.
Début novembre 2022, à la suite de l'invasion de l'Ukraine par la Russie,  la présidente géorgienne, Salomé Zourabichvili réaffirme le soutien total de son pays à l’Ukraine. Par ailleurs elle indique que depuis l'ordre de mobilisation en Russie, « 700 000 Russes ont franchi la frontière, et quelque 600 000 sont repartis » vers d'autres pays. Ces exilés sont en général des jeunes « éduqués », issus « d’une classe intermédiaire »,.

## Sources
Ammon, Philipp: Die Wurzeln des georgisch-russischen Konflikts (1783–1832), http://conflicts.rem33.com/images/Georgia/wurzeln_1783_1832.pdf (PDF; 483 kB)
Ammon, Philipp: Georgien zwischen Eigenstaatlichkeit und russischer Okkupation: Die Wurzeln des russisch-georgischen Konflikts vom 18. Jahrhundert bis zum Ende der ersten georgischen Republik (1921). Kitab (2015).  (ISBN 978-3902878458)